# 8461-es mellékút (Magyarország)
A 8461-es számú mellékút egy rövid, kevesebb, mint 2,5 kilométer hosszú, négy számjegyű országos közút Győr-Moson-Sopron vármegye területén; Csikvánd községet köti össze Gyarmattal és a 83-as főúttal.

## Nyomvonala
Gyarmat központjában ágazik ki a 83-as főútból, annak a 45+450-es kilométerszelvénye közelében, nyugat felé. Alig 150 méternyi szakaszon halad a település házai között, onnan külterületen húzódik. 1,3 kilométer után lépi át Csikvánd határszélét, és egyből belterületek között folytatódik, Arany János utca néven. Így is ér véget, beletorkollva a 8416-os útba, annak a 3+550-es kilométerszelvénye közelében.
Teljes hossza, az országos közutak térképes nyilvántartását szolgáló kira.gov.hu adatbázisa szerint 2,364 kilométer.

## Települések az út mentén
- Gyarmat
- Csikvánd